# Imbrasia truncata
Espèce
Imbrasia truncata est une espèce africaine de lépidoptères de la famille des Saturniidae.

## Liste des sous-espèces
Selon Catalogue of Life (9 août 2017) :
- sous-espèce Imbrasia truncata pumila Bouvier, 1930